# Kivisaari (ö i Finland, Södra Savolax, Pieksämäki, lat 62,19, long 27,98)
Kivisaari är en ö i Finland. Den ligger i sjön Haukivesi och i kommunen Jorois i den ekonomiska regionen  Pieksämäki ekonomiska region  och landskapet Södra Savolax, i den södra delen av landet, 270 km nordost om huvudstaden Helsingfors. Öns area är 6,7 hektar och dess största längd är 0,5 kilometer i sydöst-nordvästlig riktning.